# Ибн аль-Хайсам
Абу́ Али́ аль-Хаса́н ибн аль-Хаса́н ибн аль-Хайса́м аль-Басри́ (араб.  أبو علي الحسن بن الحسن بن الهيثم‎, 965, Басра — 1039, Каир) — арабский учёный-универсал: математик, механик, физик и астроном. В средневековой Европе упоминался под латинизированным именем Alhazen (Альгазен или Альхазен).

## Биография
Благодаря своим выдающимся способностям Ибн аль-Хайсам занимал в родной Басре должность визиря, однако любовь к науке побудила его оставить эту должность и заняться только наукой. Когда до египетского халифа аль-Хакима дошёл слух о том, что Ибн аль-Хайсамом составлен проект регулирования вод Нила путём постройки плотины ниже Асуана, он пригласил учёного в Египет. Однако на месте Ибн аль-Хайсам убедился в невозможности осуществления этого проекта при технических средствах того времени (почти за тысячелетие до сооружения существующей Асуанской плотины). Узнав об этом, халиф разгневался на учёного, подверг его домашнему аресту и конфисковал его имущество. Для спасения жизни Ибн аль-Хайсам был вынужден симулировать сумасшествие до самой смерти ал-Хакима. В этот же период учёный составил свою знаменитую «Книгу оптики». При преемниках аль-Хакима он получил свободу и жил в почёте в Каире до самой смерти.
В списке врачей, приведённом у сирийца Ибн Абу Усайбиа, упомянуты 92 сочинения Ибн аль-Хайсама, из них 89 посвящены математике, астрономии, оптике и механике. Ибн аль-Хайсам сочетал в своих научных занятиях тщательные эксперименты со строгими математическими доказательствами. Нередко его именуют «отцом оптики», а Ибн Фундук считал его «вторым Птолемеем».
В честь учёного назван кратер на Луне.

## Математика
В «Книге комментариев к введениям в „Начала“ Евклида» Ибн аль-Хайсам пытался доказать пятый постулат Евклида. Доказательство его было ошибочно, так как он опирался на допущение, что точки, одинаково удалённые от прямой, образуют прямую, а это утверждение равносильно пятому постулату. Однако заслугой Ибн аль-Хайсама было то, что он впервые рассмотрел так называемый «четырёхугольник Ламберта», у которого три внутренних угла — прямые. Он сформулировал три возможных варианта для четвёртого угла: острый, прямой, тупой. Обсуждение этих трёх гипотез многократно возникало в позднейших исследованиях пятого постулата.
В трактате «Об измерении параболического тела» Ибн аль-Хайсам приводит формулы для суммы последовательных квадратов, кубов и четвёртых степеней, и ряд других формул для сумм рядов. С помощью этих формул он проводит вычисление, равносильное вычислению определённого интеграла {\displaystyle \int \limits _{0}^{a}{\sqrt {x}}dx}.
В трактате «Об изопериметрических фигурах» Ибн аль-Хайсам сделал попытку доказать, что круг имеет самую большую площадь из всех фигур равного периметра, а шар — самый большой объём из всех тел с равными поверхностями.
Ибн аль-Хайсаму принадлежат также сочинения «О квадратуре круга», «Об измерении шара», «О построении семиугольника», «О построении пятиугольника, вписанного в квадрат», «О свойствах высоты треугольника», «О циркуле для конических сечений», «Об извлечении кубического корня», «О параболе», «О гиперболе», «О магическом квадрате». Известно также, что он применял геометрические методы к решению уравнений 4-й степени., в частности, так он решил «задачу Альхазена», которая в XVII веке вызвала большой интерес в Европе — ею занимались Гюйгенс и Барроу.

## Оптика
Ибн аль-Хайсаму принадлежит фундаментальный труд по оптике — «Книга оптики» (в 7 книгах).
В области физиологической оптики он дает описание строения глаза, следуя древнегреческому ученому Галену, и на опытной основе доказывает несостоятельность воззрений Платона и Евклида о свете как о лучах, которые испускаются глазом и «ощупывают» предметы. Ибн аль-Хайсам выдвинул собственную теорию, согласно которой «естественный свет и цветные лучи влияют на глаз», а «зрительный образ получается при помощи лучей, которые испускаются видимыми телами и попадают в глаз». При этом в VI в. до н. э. (то есть за 17 веков до аль-Хайсама) Пифагор высказал точно такую же (близкую к современной) идею, что тела становятся видимыми благодаря испускаемым ими частицам. Очень близкие к современному пониманию различных оптических явлений концепции развивали и другие предшественники аль-Хайсама — Аристотель (IV в. до н. э.), Платон (IV в. до н. э.), Евклид (III в. до н. э.), Клеомед (I в. н. э.), Птолемей (130 г. н. э.) и др. Основной вклад работавших до аль-Хайсама учёных состоит даже не в их гипотезах о природе света, а в том, что они нашли законы его прямолинейного распространения и отражения и умели ими пользоваться.
Аль-Хайсам считал, что каждой точке наблюдаемого предмета можно поставить в соответствие некоторую воспринимающую точку глаза. Он же дал правильное представление бинокулярного зрения. Наконец, он высказал предположение о конечности скорости света.
Среди опытов, проведенных учёным, выделяются опыты с камерой-обскурой, опыты по преломлению света и эксперименты с различными видами зеркал, развивающие учение Диокла.
В XII веке обсуждаемое сочинение было переведено на латинский язык под названием «Сокровище оптики» (лат. Opticae thesaurus) и оказало большое влияние на развитие оптики в Европе. Первое крупное европейское сочинение по оптике — «Перспектива» Витело — представляет собой в значительной степени переработку трактата Ибн аль-Хайсама.
Ибн аль-Хайсам составил также ряд трактатов о зажигательных стёклах и трактаты «О свете Луны», «О гало и радуге», «О свойствах теней».

## Астрономия
Ибн аль-Хайсаму принадлежит ряд сочинений по астрономии и геодезии: «О свете светил», «О формах затмений», «О движении Луны», «Об определении полюса с наивысшей точностью», «О параллаксе Луны», «О часовых линиях», «О сущности следов, видимых на поверхности Луны», «Об определении меридиана по одной тени», «О горизонтальных солнечных часах», «О различиях в высотах светил», «О способах наблюдений», «Об определении азимута киблы» (киблой называется направление на Мекку), «Об определении расстояния между двумя городами с помощью геометрии» и др.
В «Книге о форме мира» Ибн аль-Хайсам развивает излагавшуюся ал-Фаргани и ал-Хазином идею о массивных эфирных орбитах планет.

### Сочинения Ибн аль-Хайсама
- Ибн аль-Хайсам Хасан. Книга комментариев к введениям книги Евклида «Начала». Историко-математические исследования, 11, 1958, с. 733—762.
- Ибн аль-Хайсам Хасан. Трактат об изопериметрических фигурах. Пер. и прим. Джамаля Ад-Даббаха. Историко-математические исследования, 17, 1966, с. 399—448.
- Ибн аль-Хайсам Хасан. Книга об измерении шара. Физико-математические науки в странах Востока, 2(5), 1968, с. 131—146.

### О нём
- Колчинский И.Г., Корсунь А.А., Родригес М.Г. Астрономы: Биографический справочник. — 2-е изд., перераб. и доп. — Киев: Наукова думка, 1986. — 512 с.
- Кулиева Г. З.  Теория составных отношений Ибн аль-Хайсама // Учёные записки Азерб. ун-та. — 1963. — № 4.
- Льоцци М.  История физики. — М.: Мир, 1970. — 464 с.
- Рожанская М. М.  Механика на средневековом Востоке. — М.: Наука, 1976. — 324 с.
- Розенфельд Б. А., Юшкевич А. П.  Теория параллельных линий на средневековом Востоке. — М.: Наука, 1983. — 124 с.
- Розенфельд Б. А.  Астрономия стран Ислама // Историко-астрономические исследования. — 1984. — Т. 17. — С. 67—122.
- Храмов Ю. А. Альхазен (латинизированное имя Абу Али Хайсама) // Физики : Биографический справочник / Под ред. А. И. Ахиезера. — Изд. 2-е, испр. и доп. — М. : Наука, 1983. — С. 13. — 400 с. — 200 000 экз.
- Roshdi Rashed.  A Polymath in the 10th century (англ.) // Science. — 2002.
- Roshdi Rashed.  Ibn al-Haytham’s Scientific Research Programme (англ.) // In: Al-Amri M., El-Gomati M., Zubairy M. (eds) Optics in Our Time. — Springer, 2016.
- Nader El-Bizri, A Philosophical Perspective on Alhazen’s Optics, Arabic Sciences and Philosophy, Vol. 15, Issue 2 (2005), pp. 189–218 (Cambridge University Press)